# Danny Calegari

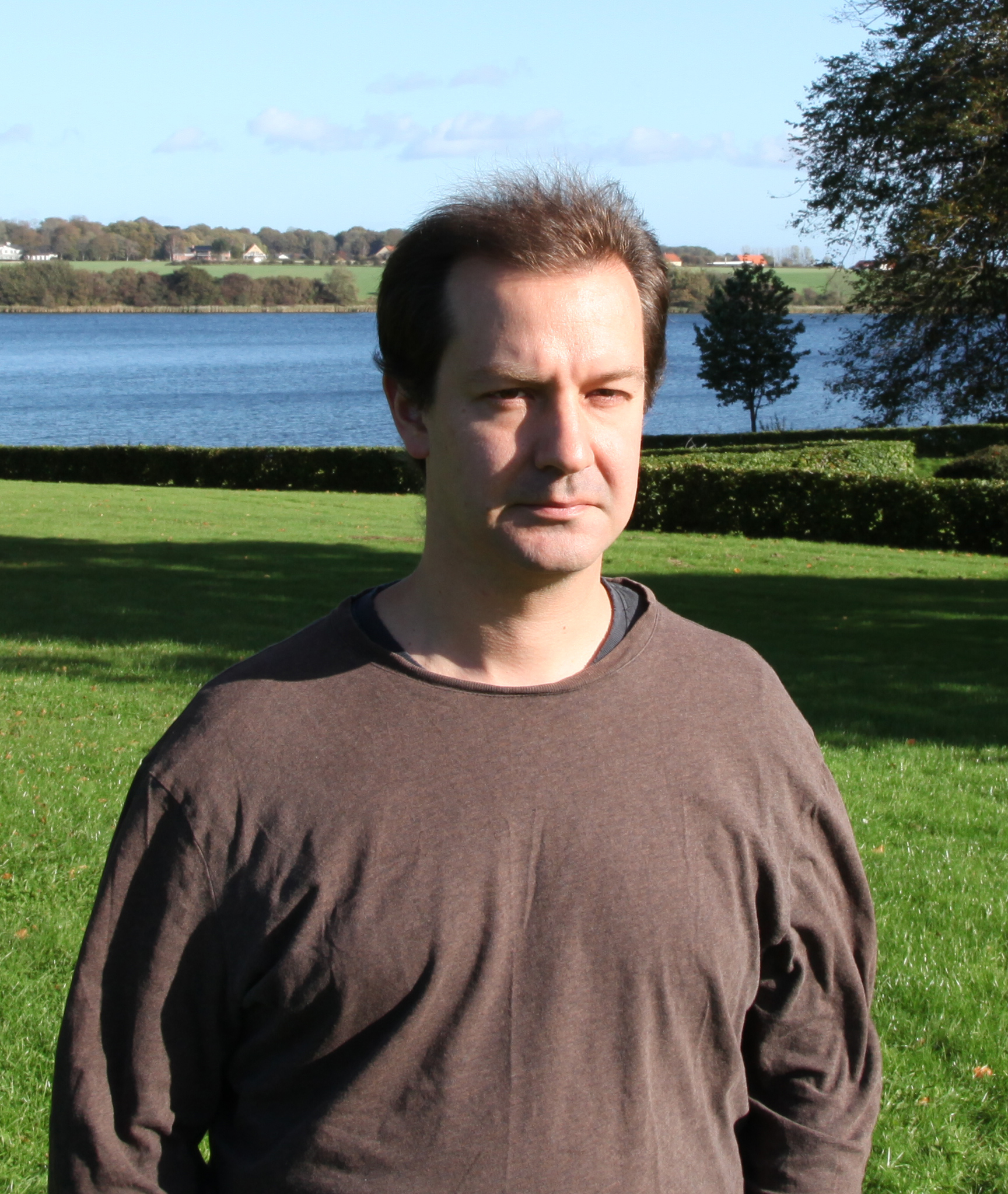
Danny Calegari

Danny Matthew Cornelius Calegari (* 24. Mai 1972 in Melbourne) ist ein australisch-amerikanischer Mathematiker.
Calegari studierte an der University of Melbourne (Bachelor-Abschluss 1994), war dann dort Forschungsassistent, 1996/97 am MSRI und promovierte 2000 an der University of California, Berkeley bei William Thurston und Andrew Casson (Foliations and the Geometry of Three-Manifold). 2000 war er Gastwissenschaftler an der University of California, Davis und bei Microsoft Research. Ab 2000 war er Benjamin Peirce Assistant Professor an der Harvard University und ab 2002 am Caltech als Assistant Professor. Ab 2003 war er dort Associate Professor und ab 2006 Professor. Seit 2007 war er dort Richard Merkin Distinguished Professor. 2011–12 war er Professor an der Cambridge University und seit 2012 an der University of Chicago.
Calegari beschäftigt sich mit niedrigdimensionaler Topologie, Geometrie von dreidimensionalen Mannigfaltigkeiten und dynamischen Systemen.
Ian Agol, Danny Calegari und David Gabai erhielten 2009 den Clay Research Award für den Beweis der Marden Tameness Conjecture (Zahmheits-Vermutung von Marden), einer Vermutung von Albert Marden. Sie besagt, dass eine hyperbolische 3-Mannigfaltigkeit mit endlich erzeugter Fundamentalgruppe homöomorph zum Inneren einer kompakten, eventuell berandeten 3-Mannigfaltigkeit ist (die Mannigfaltigkeit ist dann zahm). Eine äquivalente Formulierung ist, dass die Enden eine lokale Produktstruktur haben. Die Vermutung wurde 2004 von Agol und unabhängig von Calegari und Gabai bewiesen. Für geometrisch endliche hyperbolische 3-Mannigfaltigkeiten wurde sie schon von Marden bewiesen und Teilresultate für einige geometrisch unendliche hyperbolische Mannigfaltigkeiten waren ebenfalls schon bekannt. Aus ihr folgt unter anderem (durch die Arbeiten von William Thurston und Richard Canary) auch eine Vermutung von Lars Ahlfors über die invarianten Grenzmengen Kleinscher Gruppen (nämlich dass diese entweder Maß Null oder volles Maß haben, in letzterem Fall ist die Wirkung der Gruppe ergodisch auf dem gesamten Rand im Unendlichen).
1999 bis 2000 und 2003 bis 2005 war er Sloan Research Fellow. Er ist Fellow der American Mathematical Society. 2022 war er eingeladener Sprecher auf dem Internationalen Mathematikerkongress (Sausages and butcher paper).
Er ist der Bruder des Mathematikers Frank Calegari.

## Schriften
- Foliations and the geometry of 3-manifolds. Oxford University Press 2007
- SCL (Stable commutator length). Memoirs Mathematical Society of Japan 2009
- {\displaystyle \mathbb {R} }-covered foliations of hyperbolic 3-manifolds. Geom. Topol. 3 (1999), 137–153 ArXiv
- mit Dunfield: Laminations and groups of homeomorphisms of the circle. Invent. Math. 152 (2003), no. 1, 149–204 ArXiv
- Promoting essential laminations. Invent. Math. 166 (2006), no. 3, 583–643 ArXiv
- mit Gabai: Shrinkwrapping and the taming of hyperbolic 3-manifolds. J. Amer. Math. Soc. 19 (2006), no. 2, 385–446 ArXiv
- Stable commutator length is rational in free groups. J. Amer. Math. Soc. 22 (2009), no. 4, 941–961. ArXiv
- What is stable commutator length?. Notices AMS 2008, PDF-Datei
- mit Walker: Random groups contain surface subgroups. J. Amer. Math. Soc. 28 (2015), no. 2, 383–419.